# ぷる萌えンジェル アイドルあいこ
『ぷる萌えンジェル アイドルあいこ』（ぷるもえンジェル アイドルあいこ）は、2007年6月29日にCAGEから発売されたアダルトゲームである。

## 概要
新人マネージャーの主人公がひょんなことから事務所のトップアイドルである沖菜あいこの担当になるところから始まり、各ヒロインと関係を深めてゆく。
3人のヒロイン全員が性別を偽り女装してアイドル活動を行っている少年であるという作品。当然ながら主人公も男性であるが、絵やテキストのテイストはあくまでも男性向けアダルトゲームの延長上にあり、女性向けのボーイズラブ作品とは毛色が異なる。
シナリオ分岐後は選択肢はなく、各ヒロインについて1つずつ用意されたシナリオをたどるのみである。分岐前も選択肢が非常に少なく、攻略は容易で比較的短時間で楽しむことができる。

## 登場人物
桜庭 雅志（さくらば まさし）
主人公。とある芸能プロダクションの新人マネージャー。
沖菜 あいこ（おきな あいこ）
声：成瀬未亜
彗星のごとく現れ、瞬く間にトップにまで登り詰めた天才アイドル。スタンスは純情さ、少女っぽさを前面に出す正統派である。
沢田 紅実（さわだ くみ）
声：新堂真弓
現在「あいこ」の最大のライバルとして注目されている、高い歌唱力が魅力の実力派アイドル。プライドが高く、実力では勝っているはずの自分があいこに負けていることを気にしており、自身もあいこを強くライバル視している。
百瀬 ヒカリ（ももせ ヒカリ）
声：猫村天
テレビで見たアイドル「あいこ」に魅かれてアイドルを夢見、家出する。当てもなく事務所の前に座り込んでいたところを社長に見初められて保護され、担当になった主人公の家に居候しつつ念願のアイドルデビューを果たすことになる。

## 主題歌
オープニングテーマ「ぷるmoエンジェル」
作詞：おだちえり / 作曲・編曲：ハーモンド / 歌：成瀬未亜、新堂真弓、猫村天
プロデューサー：Mas Sawada / エンジニア：平松巧光 / 制作：Gion-syojya by Rock'N'Banana

## スタッフ
- ディレクター：夕樹夜、テツノホシ
- 原画：蒔田真記
- シナリオ：渡辺ヒロシ、当麻潮